# Parafia Matki Bożej Pocieszenia w Szelejewie Drugim
Parafia Matki Bożej Pocieszenia w Szelejewie Drugim – parafia rzymskokatolicka, znajdująca się w archidiecezji poznańskiej, w dekanacie gostyńskim.